# Maria Taniguchi
Maria Taniguchi (Dumaguete, 1981) es una artista visual filipina. Su trabajo se centra en conceptos de composición, construcción y encuadre, haciendo referencia a la artesanía e historia de Filipinas. Fue la ganadora del Premio Hugo Boss Asia Art en 2015 y su obra fue exhibida por primera vez en la 60.ª Bienal de Venecia en 2024.

## Trayectoria
Después de graduarse del Philippine High School for the Arts en Laguna, Taniguchi recibió una Licenciatura en Bellas Artes en Escultura en el 2007, por la Facultad de Bellas Artes de la Universidad de Filipinas en Dilimán. Luego completó una Maestría en Bellas Artes en Práctica Artística en Goldsmiths en Londres en 2009, donde fue influenciada por artistas como Paul Pfeiffer.

## Obra
Taniguchi es conocida por sus pinturas monumentales de ladrillos, que comenzó a producir en el 2007. La serie de obras en curso Untitled (2008-) toma la forma de lienzos de gran formato, sin título y sin numerar, cubiertos con una meticulosa disposición de ladrillos pintados a mano. Las pinturas constituyen un registro del paso del tiempo y un medio para regular su propia producción. Además, trabaja en una amplia gama de medios que incluyen vídeo, instalación, escultura, cerámica, grabado, dibujo y escritura.
En un artículo de la revista Leap, la erudita Chantal Wong describe a Taniguchi como "una arqueóloga que reconstruye artefactos, analiza conocimientos y experiencias que conectan la cultura material, la tecnología y la evolución natural".
Taniguchi apareció en el programa del espacio dirigido por los artistas independientes Green Papaya. Ha sido incluida en importantes exposiciones colectivas como Don't You Know Who I Am? Art After Identity Politics en M HKA, Amberes en 2014, 8th Asia Pacific Triennial of Contemporary Art (APT8) en Brisbane en 2015, o Global: New Sensorium comisariada por Yuko Hasegawa para el Centro de Arte y Medios Tecnológicos de Karlsruhe (ZKM) en 2016. La Galería Nacional de Singapur le encargó, en 2020, que completara un proyecto específico del sitio en la primera temporada del proyecto OUTBOUND.
Sus pinturas de ladrillo de la serie en curso Untitled (2008-) han sido adquiridas por instituciones como M+ Museum en Hong Kong y Galería de Arte Moderno de Queensland en Brisbane.

## Premios y reconocimientos
Taniguchi ha recibido varios premios, incluido el Ateneo Art Award por su exposición individual Echo Studies en el 2011 en el Museo Jorge Vargas, y nuevamente en el 2012 por su video Untitled (Celestial Motors) mostrado en Silverlens, Manila.
Ganó el Premio Hugo Boss Asia Art Award 2015 para artistas asiáticos emergentes en el Rockbund Art Museum de Shanghái. Larys Frogier, presidente del jurado, dijo "muy singular, humilde, pero extremadamente enfocada la práctica de la pintura y el video [de Taniguchi] que enriqueció el ámbito de los medios y generó una sensibilidad única para hacer imágenes con infinitas posibilidades de significado".
Su obra fue exhibida por primera vez en la 60.ª Bienal de Venecia en 2024.